# ジョン・アレン (第3代アレン子爵)
第3代アレン子爵ジョン・アレン（英語: John Allen, 3rd Viscount Allen、1713年6月11日 – 1745年5月25日）は、アイルランド王国の貴族、政治家。

## 生涯
第2代アレン子爵ジョシュア・アレンとマーガレット・デュ・パス（Margaret Du Pass、1758年3月4日没）の息子として生まれた。
1733年から1742年までケアリーズフォート選挙区の代表としてアイルランド庶民院議員を務めた後、1742年12月5日に父が死去すると、アレン子爵の爵位を継承した。
1744年から1745年までアイルランド・グランドロッジのグランドマスターを務めた。
1745年5月25日にダブリンで死去、生涯未婚だったため叔父リチャードの息子ジョンが爵位を継承した。